# إيدي كورنيا
إيدي كورنيا (بالإندونيسية: Edi Kurnia)‏ هو لاعب كرة قدم إندونيسي في مركز حراسة المرمى، ولد في 2 أكتوبر 1983 في بوكور في إندونيسيا. لعب مع برسيب باندونغ وبي إس إم إس ميدان.

## وصلات خارجية
- إيدي كورنيا على موقع Soccerway.com (الإنجليزية)